# Missions spéciales
Pour l’article ayant un titre homophone, voir Mission spéciale.
Missions spéciales est une série de livres-jeux composée de trois livres, parue initialement au Livre de poche avant d'être republiée par Posidonia Editions, elle fait partie de la collection « Histoires à jouer ».

## Composition de la série
1. Réseau Odessa[1].
2. Opération Méduse[2].
3. Le Prisonnier[3].